# Neopetalia punctata
Neopetalia punctata är en trollsländeart som först beskrevs av Hagen in Selys 1854.  Neopetalia punctata ingår i släktet Neopetalia och familjen Neopetaliidae. IUCN kategoriserar arten globalt som otillräckligt studerad. Inga underarter finns listade i Catalogue of Life.

## Bildgalleri

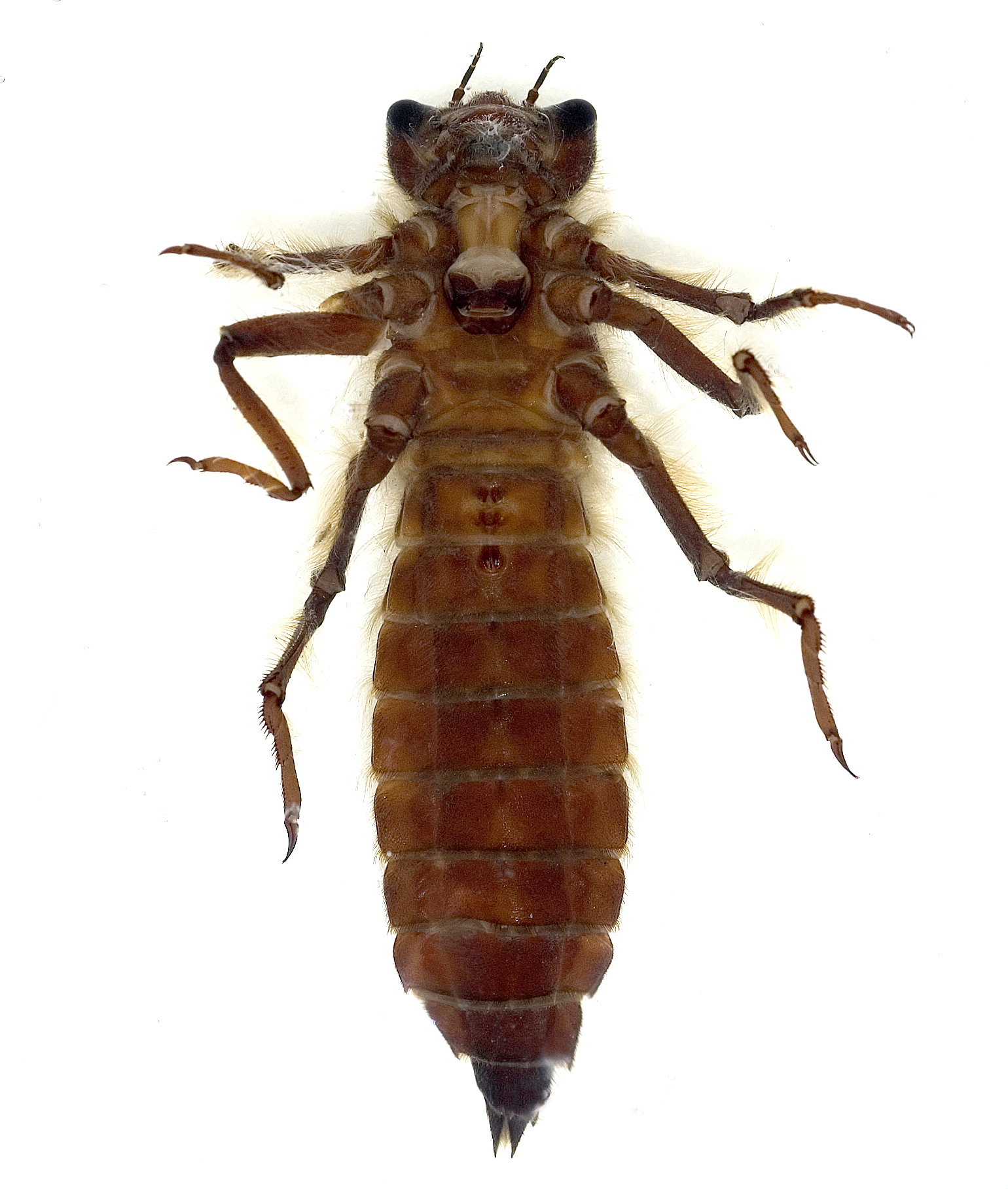
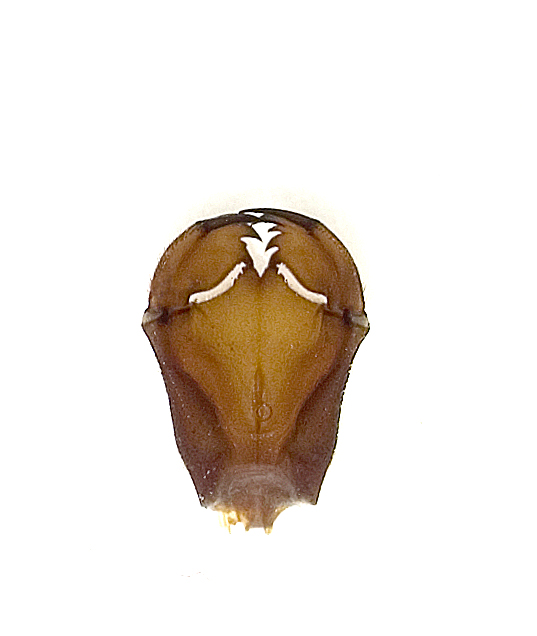